# Szekeres Károly
Szekeres Károly (Zánka, 1940. február 17. – Veszprém, 2016. január 3.) keramikus, ipari formatervező, porcelánfestő. Művei bejárták a világot és számtalan kiállításon kerültek bemutatásra, több hazai és nemzetközi elismerésben és díjban részesült. Felesége, egyben alkotótársa is a munkában Vásárhelyi Emese (1950.12.12., Budapest -2024.02.24. Balatonfüred).      

## Életrajz
„
A napvilágot a zánkai faluvégén láttam meg. Szép, de nehéz gyermekkorom volt. Nem tartoztam a legjobb tanulók közé, mert a barkácsolás, festés, rajzolás sok időmet lekötötte. Herenden porcelánfestő-tanuló voltam, majd szakmunkásként dolgoztam. Szenvedéllyel rajzoltam és festettem tájakat, portrékat, és tanulmányoztam kis és nagy mestereket. Közben a dolgozók levelező középiskolájába jártam. Felvételiztem a Magyar Iparművészeti Főiskolára, 1967-ben szereztem diplomát. Herenden folytattam a porcelánmesterséget tervezőként. Egy év után kerámiaüzem létesült Herenden, a gyár elindításában első prototípusokat és technológiai kísérleteket végeztem. Több használati edény-együttest, főző-, sütő edényeket terveztem. A közel négy évtized alatt több tízmillió darab járta be a világot a Távol-Kelettől Nyugatig. Jelenleg is, kis számban, de gyártják termékeimet. A sokszorosítható termékek mellett a kezdetektől fogva az agyagban rejlő lehetőségekkel kísérletezve építészeti, szobrászati, festészeti, technikai mesterségbeli kísérleteket folytattam saját műhelyemben. Szembeszállok az ősi anyaggal, viaskodok vele, alakítom, formálom, többféleképp jelenítem meg, de tudom, hogy nem én leszek győztes. Nagy kalandot jelentett számomra a kerámiamesterség, de már látom, nem jutok a végére. Jelenleg is folyamatos kiállító vagyok, egyéni és csoportos kiállítások, viszem, hozom az anyagot, kissé értelmetlennek látszik, de mégis azt teszem, mert ezt a feladatot mérte rám a sors. Nem panaszkodhatok, megéltem egy világháborút, egy forradalmat, amit kétszer is ugyanazok levertek. Megéltem egy hiánygazdaságot, most pedig a bőség zavarát. Elnézem, apró falvakon keresztül ház nagyságú kamionok szállítják a töméntelen árut, amelynek egy része hamarosan a szemétdombra kerül. Vajon milyen kultúrréteg marad utánunk, évezredek elmúltával? Azt hiszem, nem lesz érdemes kutatni utána.”

– Szekeres Károly, Napút 2009/10. 29 –30.

## Munkássága
A fazekasok mesterségéről az ősi civilizációk óta az a vélemény, hogy teremtő tevékenységet űznek, mágikus, demiurgoszi képességű mesterek ők, vagyis világteremtők.
Művészi tevékenységét akkor kezdte el, amikor hazánkban mind a monumentális, mind a használati kerámia iránt ugrásszerűen megnőtt az igény. Bár a mai ember életében mindkettőnek komoly jelentősége van, mégis talán a használati kerámia, amely mindennapi életünkben lépten-nyomon követ, az esztétikai nevelés szempontjából sürgetőbb feladatnak bizonyult. Korszerű formájú teás-, mokkás készletek, dísztárgyak sorozatgyártása szinte társadalmi feladattá lett. A megnövekedett igényeket csak jó minőségű készletekkel, a funkció, az esztétikai követelmények igényes kielégítésével lehetett megvalósítani. E kérdések megoldásában Szekeres Károly jelentős szerepet vállalt, szembenézve egy teljesen új technológiával induló gyár minden nehézségével. Alkotásai első pillanatra szinte egyformának tűnnek, mert felfogásuk azonos, a funkció szigorú követelményeit követik, színtónusuk mértéktartó. Közelebbről szemlélve azonban gazdag formai és technikai változatokat mutatnak. Egyiknél a forma szépsége, a másiknál az anyag és a máz eggyé olvadásának gazdag változata kelt figyelmet. Formamegoldásaik anyagszerűek. Az edények funkcióját eredményesen hangolja össze a dekoratív hatással. Főleg étkészletek, teás-kávés, ivóedények, egyedi jellegű söröspoharak kerülnek ki keze alól. Formaviláguk gépi kötöttségek ellenére egységes, funkciójában helytállnak, diszkrét máztechnikájuk a rendkívül jó minőségű anyag anyagszerűségét biztosítják. Legtöbb alkotásának máza magas agyagtartalmú -amelyet saját maga kísérletezett ki –, kevés színtestet tartalmaz, s ezzel lehetővé válik, hogy az anyag természetes szépségét megőrizze, ugyanakkor egészségügyi szempontból is kifogástalan. Bírja a hőt, az ételek savtartalma a mázat nem támadja meg, ugyanakkor ellenáll minden vegyi mosogatószernek.
Formaviláguk a múlt fazekasságából indul ki – elsősorban veszprémi, zalai hagyományokból –, de ezek az emlékek új köntöst öltve szervesen kapcsolódnak a modern lakáskultúrához és az emberek megváltozott új életritmusához. Alkotásainak sokrétűségét mutatja, hogy gondol a speciális ételek fogyasztására alkalmas edények tervezésére is. Edénytervezés mellett szívesen nyúl a murális kerámia tervezéséhez. A modern architektúrával szervesen együtt élő külső és belsőtéri, sorozatgyártásra alkalmas burkolólapjai több reprezentatív épületünket díszítik. Plasztikai megfogalmazásuk számos variációs lehetőséget biztosít. Egyedi nagyméretű kerámia falfelületeit konstruktivitás, az anyag játékos díszítése, a kerámiaanyag más anyagokkal, fémmel, üveggel való variációja jellemzi.- Dr. Sikota Győző művészettörténész, a Finomkerámiaipari Mûvek művészeti vezetője Bakonyi Múzeum, Veszprém, 1973
Tevékenységét az UNESCO Konzultatív Bizottsága megtisztelő „Nemzetközi Kerámia Akadémiai Tagsággal” ismerte el. 
Első jelentős veszprémi kiállításán (Szekeres Károly) használati edényeket és falburkolatterveket, építészeti kerámiát állított ki. A használati edények készítése végigkíséri pályáján. A kezdeti idő nemesen egyszerű vonalú, karakteres barna edények mázát, technológiáját is ő alakította ki… A másik nagy tevékenységi kör az autonóm kerámiatárgyak formálása. Szekeres építkezik a kerámiából: új meg új anyagokat, masszákat gyúr össze, a megfelelő formát keresve a gondolatnak. A hetvenes években revelációnak hatott, ahogy keverte a samottot a porcelánnal, új színezési lehetőségeket is kikísérletezve. Ma már új mázakat használ, növények, föld és különböző faktúrájú anyagok lenyomataival változatos felületeket alakít ki, lyukasztva csipkéz és vág át agyaglapokat, hogy újból összeillessze őket. Nagyszabású (és talán legmaradandóbb, legtöbb szemet megnyugtatóan és gyönyörködtető, munkája az volt, amikor felújítása során) falburkolatot készített a veszprémi színházba. Itt Szekeres Károly a Medgyaszay-féle gondolatot folytatta, az építész által megkezdett részletekben-szegélyekben megjelenő megoldásokból indult ki, majd két, egymáshoz kapcsolódó területen azonos motívumok felhasználásával építette a kompozíciót… Legújabb önálló plasztikái más formákat alkotnak, mint a korábbiak: ezeket az 1995-ös önálló kiállításán lehetett először látni: amorf anyagba helyezett, áttört kocka-konstrukciók. Egyenes vonalak határolta üres mértani testek, éleik által megformázva. A racionális elemekből összeállított kerámiaszerkezetek alapja masszív és tömör, szabálytalan tömegű agyaghalom. Ember alkotta szabályos forma konfrontálódik más rendszer szerinti, természeti formával…”
Mindezek jelzésszerűen jelen voltak a balatonfüredi új ki-állítóhely mintegy kétszáz négyzetméteres nagy földszinti terében, ahol meglepődve tapasztaltuk egészen újfajta plasztikák létrejöttét is. Az „Elemek”, „Egyezkedés”, a „Játék a formákkal”, „Plasztika-tanulmány”, „Hódolat” és „Az éjszakai hajó” kompozíciók az alapformákból építkeznek, sokszor egy központi törzset, tömböt alkotóalapból, mint bázisból kiindulva és kapcsolatot tartva a kilencvenes években keletkezett kőcserép kompozíciókkal. A folytatás, a végeredmény azonban merőben más,egészen új. „Az alapformák mindig igaz formák” – mondta rövid és tömör magyarázatképpen a művész. A művek igazolják a belülről jövő késztetés igazát. „A formában az a legfontosabb, belső szükségszerűségből fakad-e, vagy sem?” – írta Kandinszkij. Szekeres későbbi művei, szerves egységben a korábbi alkotói periódusok munkáival erőt sugározva érzékeltetik a belső szükségszerűség hitelességét. Kocka, gömb, hasáb, henger, és azok „szeletei”, szabályos pozitív-negatív formaelemei az „építőkövei” Szekeres legújabb, 2000-től napjainkig keletkeztet, kőcserépből készített, fém-oxidokkal színezett legújabb plasztikáinak. A szabályos alapformákból létrejött kompozíciók azonban, szabályosságuk dacára mégsem csak konstruktív szigorúságot, és geometrikus hidegséget sugallnak: talán a matéria teszi, az agyag melegsége, talán a színezésük, hogy a geometrikus formák nem úgy érvényesülnek, mint mondjuk egy fémkonstrukció esetében. A meggyőző plasztikai értékkel bíró, jó ritmusú művek, mint 23 például a 2005-ös „Egyezkedés” régi korok díszítő motívumának – a meandernek– elemeit ültetik át kétdimenziós vonalból, sajátos testet adva az egymásba fonódó egyeneseknek, a háromdimenziós térbe. Különös, figurális emlékképeket is idéz a 2006-os „Az éjszakai Hajó” kompozíció, mintegy jelezve ennek a konstruktív al periódusnak új nyitási lehetőségeit. A kiállítási térből kiemelve, fülkében szerepelt a monokróm szürke, redukált kőcserép „Veréb a deszkán”, igazolva másfajta plasztikai formázások lehetőségét is. A 2006-os kiállítást mint határkövet tekintve az életműben, erőteljes megújulást állapíthatunk meg. Ha nemcsak a kiállítási tárgyakat tekintjük, hanem Szekeresnek az elmúlt időszakban pályázatokon szereplő vagy köztéren felállítva található műveit (Zánkán a magyar történelem egyes korszakait véste tömbökön fejezetekbe), egyéb, középületeken szereplő alkotásait (Herenden a Porceláneum sarkait őrző sárkányokat, vagy a másodmagával készített, a Nemzeti Színház homlokzatán álló figurákat, a szintén másodmagával a keszthelyi színház falára elhelyezett domborművet) egészen új alkotói korszakot üdvözölhetünk. Ezt igazolják a művész műtermének-műhelyének polcain álló, bravúros formázású más figurák is, köztük a román ív alatt álló parasztbarokkosra fogalmazott Szent István.

## Két alkotó egy pár
Kézművesek ők, a szó legnemesebb értelmében. A demiurgosz, Görögországból származó szó annyi, mint kézműves. A föld, a levegő, a tűz és a víz lényegét akarják megérteni ezek a kézművesek, a lényegét és egymásra hatását. Az elemekkel együtt, vagy sokszor tán, vágyva és remélten, felettük állva, uralva  régi tárgytípusokat is felelevenít a két keramikus is, ki-ki a maga eszközeivel: Vásárhelyi Emese és Szekeres Károly, akiknek számos közös kiállításuk volt Balatonfüreden, az idén felújított Kisfaludy Galériában.
Agyagból, kezük munkájával ihletett világot teremtő művészek. Korábbi kiállításokon, külföldi (Bassanói, Posiói, Behinyei) és hazai (Siklósi, Kecskeméti, Vásárhelyi) szimpozionok anyagából rendezett tárlatokon ismerősként üdvözöltük a Szekeres Károlyt jellemző, mindig más és más anyagokból más és más technológiával készített monumentális, önálló plasztikává váló vázákat és tálakat, a „kőrózsákat”, vagy ahogy a költő nevezte, a „kővé dermedt vázavirágokat”. Különös hatásúak voltak „porból lettél, porrá leszel” drámaiságot keltő, nagy alakú urnái is. Az életmű kilencvenes évek közepétől kezdődő, újabb fejezetét alkották azok a tömör amorf agyag-alapból induló, abból egyenes élekkel határolt üres mértani testekből, kockákból felépített konstrukciók.

## Fontosabb egyéni kiállítások
- 1973 Veszprém, Bakonyi Múzeum
- 1979 Tihany, Kerámikusok kiállító háza
- 1980 Budapest, Fényes Adolf Terem
- 1981 Nagykanizsa, Művelődési Ház
- 1982 Koppenhága, Gladsaxe Városháza
- 1984 Balatonfüred, Balaton Galéria
- 1986 Székesfehérvár, Vörösmarty Színház
- 1989 Veszprém, Petőfi Színház
- 1991 Pécs, Parti Galéria
- 1995 Veszprém, Csikász Galéria
- 1998 Tihany
- 2000 Veszprém, Mestermű Galéria
- 2001 Regensburg
- 2002 Zánka, Állandó kiállítás
- 2006 Balatonfüred, Kisfaludy Galéria
- 2007 Révfülöp, Galéria
- 2009 Balatonalmádi, Pannon Kulturális Központ

## Válogatott csoportos kiállítások
- 1968–1972; 1975; 1978–1988; 1992; 1996: Országos Kerámia Biennálé, Pécs
- 1970–1974; 1976–1978; 1980–1982; 1984–1985: Nemzetközi Kerámia Kiállítás, Faenza
- 1970 Fiatal Iparművészek I. Országos Kiállítása, Ernst Múzeum, Budapest
- 1970 Építészeti kerámia, Magyar Építőmûvészek Szövetsége, Budapest
- 1971 Művész az iparban, Iparművészeti Múzeum (Rénes Györggyel, Ősz Szabó Antóniával)
- 1972 Edénykultúra, Műcsarnok, Budapest
- 1973 Magyar kerámia kiállítás, Ankara, Isztambul
- 1976–1979 Nemzetközi Kerámia Triennálé, Sopot
- 1976 Mai magyar iparművészet, Iparművészeti Múzeum, Budapest
- 1978–1984 Nemzetközi Kerámia Biennálé, Vallauris
- 1979 Művész a kerámiaiparban ’79 , FIM Stúdió
- 1979 Országos Szilikátipari Formatervezési Triennálé, Kecskemét
- 1982 Magyar kerámia, Palazzo delle Espozioni, Faenza
- 1982 Magyar kézműves kerámia, Siklós
- 1983 Bécs, Magyar avantgarde kerámia
- 1984 Piran, Nemzetközi Kerámia Biennálé
- 1985 Ceramics Today, Glasgow, London
- 1986 Európa-Ázsia Biennálé, Ankara
- 1989–1990 Keramikusok Európája, vándorkiállítás
- 1990 Kortárs magyar kerámia, Handwerskammer, Hamburg
- 1992 Mai kelet-európai kerámia, amerikai vándorkiállítás
- 1992 G. Ceramic Arts, Bécs
- 1994 Magyar kerámia, Magyar Intézet, Prága
- 1995 XX. századi magyar keramikusok, Iparművészeti Múzeum, Budapest
- 1997 Betű és írás az agyagon, Terra csoport, Budapest
- 1999 Fél évszázad kerámiaművészete, Iparművészeti Múzeum, Budapest
- 1999 Ipar–Művészet, Millenniumi iparművészeti kiállítás, Műcsarnok, Budapest

## Művészeti díjak
- 1970 Fiatal Iparmûvészek Kiállítása I. díj
- 1973 Veszprém Megyei Ôszi Tárlat nívódíj
- 1974 SZOT díj
- 1975 Pécs, Kerámia Ipar Kiállítása, I. díj
- 1977 MUNKÁCSY MIHÁLY DÍJ
- 1978 Pécs, kerámia Biennálé II. díj
- 1978 Vallauris: Kritikusok díja
- 1979 Sopot: érem
- 1979 Kecskemét, Triennálé, I. díj
- 1980 Vallauris Aranyérem
- 1983 Művészeti Alap, nívódíj
- 1984 Faenza: ezüstérem
- 1985 Észak-dunántúli tárlat: díj
- 1986 Ankara: Európa–Ázsia biennálé különdíj
- 1987 ÉRDEMES MŰVÉSZ
- 1987 Zágráb, oklevél
- 1988 Pécs, Kerámia Biennálé, különdíj
- 1997 Keszthely, Pelso kiállítás, Kulturális Minisztérium díja
- 2000 Veszprém, „Pro Comitate” díj
- 2000 Zánka község díszpolgára
- 2015 Pelso kiállítás, Zala megye díja
- 2015 Magyar Mûvészeti Akadémia 2015. évi Iparmûvészeti és Tervezô mûvészeti díja

## Művei közgyűjteményekben
- Iparművészeti Múzeum, Budapest
- Janus Pannonius Múzeum, Pécs
- Nemzetközi Kerámia Stúdió, Kecskemét
- Kerámia Alkotótelep Gyűjtemény, Siklós
- Kerámia Múzeum, Bassano del Grappa
- Laczkó Dezső Múzeum, Veszprém
- Nemzetközi Kerámia Gyűjtemény, Bechyne
- Szimpozion Gyűjtemény,
- Nemzetközi Kerámia Gyűjtemény, Hódmezővásárhely

## Köztéri munkák
- 1966 Zánka „Ifjúság”, alumínium, 2 m
- 1971 Budapest, Városház utca 10. – Petőôfi Sándor utca pillérburkolat (porcelán), 4 m²
- 1972 Szekszárd, trade-ház falburkolat (porcelán) 150 m²
- 1974 Veszprém, Vértranszfúziós Állomás, cégér (kőcserép)
- 1977 Veszprém, térplasztika (városlődi vörös agyag, samott) 3 m
- 1978 Herend, térkompozíció
- 1981 Pécs, MÁV irodaépület, díszítőplasztika kőcserép)
- 1984 Budapest, Hotel Stadion, plasztika (porcelán) 6 m
- 1984 Herend, „Az összetartozás emlékműve” porcelánplasztika, 4 m
- 1984 Veszprém, Kossuth utca Cholnoky Jenő emlékplasztika. 80 × 48 cm
- 1985 Pécs, kerámiaplasztika, 2 m
- 1988 Veszprém, Petőfi Színház akusztikus falburkolatai, 850 m²
- 1989 Veszprém, Petőfi Színház műszaki épülete, relief
- 1999 Herend, Porcelánium – Minimanufaktúra –figurális kerámiadíszei
- 2000 Zánka, Milleneumi Emlékmű (mészkő)
- 2001 Herend, Porcelángyár, díszkút (márvány)
- 2002 Zánka, Sellő kút
- 2002 Budapest, Új Nemzeti Színház homlokzatának 16 db figurális dísze, Schrammel Imrével
- 2002 Keszthely, Színház és Konferencia Központ homlokzata Schrammel Imrével
- 2003 Vindornyaszőlős, szökőkút
- 2010 Zánka, Bozzay Pál Ált. Iskola, „Eredetmonda” dombormű, 4 m²
- 2010 Zánka, ravatalozó, Életfa

## Tagság
- Képző- és Iparművészek Szövetsége
- Nemzetközi Kerámia Akadémia
- Magyar Alkotóművészek Egyesülete
- Terra keramikuscsoport
- Veszprémi Művész Céh